# Nhà thờ Thánh Martin ở Jarok
Nhà thờ Thánh Martin ở Jarok (tiếng Slovakia: Kostol svätého Martina v Jarok) là một nhà thờ Công giáo La Mã ở làng Jarok, cách thành phố Nitra 10 km về phía tây nam, thuộc vùng Nitra, Slovakia. Nhà thờ đã được ghi danh vào Danh sách Di tích Trung ương theo quyết định của Bộ Văn hóa Cộng hòa Slovakia vào ngày 2 tháng 10 năm 1963.

## Lịch sử
Năm 1708, nhà xứ đầu tiên được thành lập tại làng Jarok. Paul Férerváry là vị linh mục đầu tiên công tác tại nhà xứ này vào giai đoạn 1708 - 1709. Kế vị Cha Férerváry là các linh mục Baltazár Magin (1709 - 1712) và Karol Orlay (1712 - 1738). Bên trong nhà thờ vẫn còn lưu giữ một tấm bảng tưởng niệm. Nhà thờ mới dành cho Thánh Martin đã được xây dựng theo phong cách Baroque vào những năm 1718 - 1723, và sở hữu một tòa tháp chuông cao với phần mái hình củ hành.
Lần trùng tu nhà thờ đầu tiên diễn ra từ năm 1784 đến năm 1789. Trong giai đoạn này, bàn thờ chính kính Thánh Martin đã được xây dựng. Từ cuối thế kỷ 18, nhà thờ còn có thêm hai bàn thờ phụ dành cho Thánh Charles Borromeo và Thánh Jan Nepomucký.